# Matt e Ross Duffer

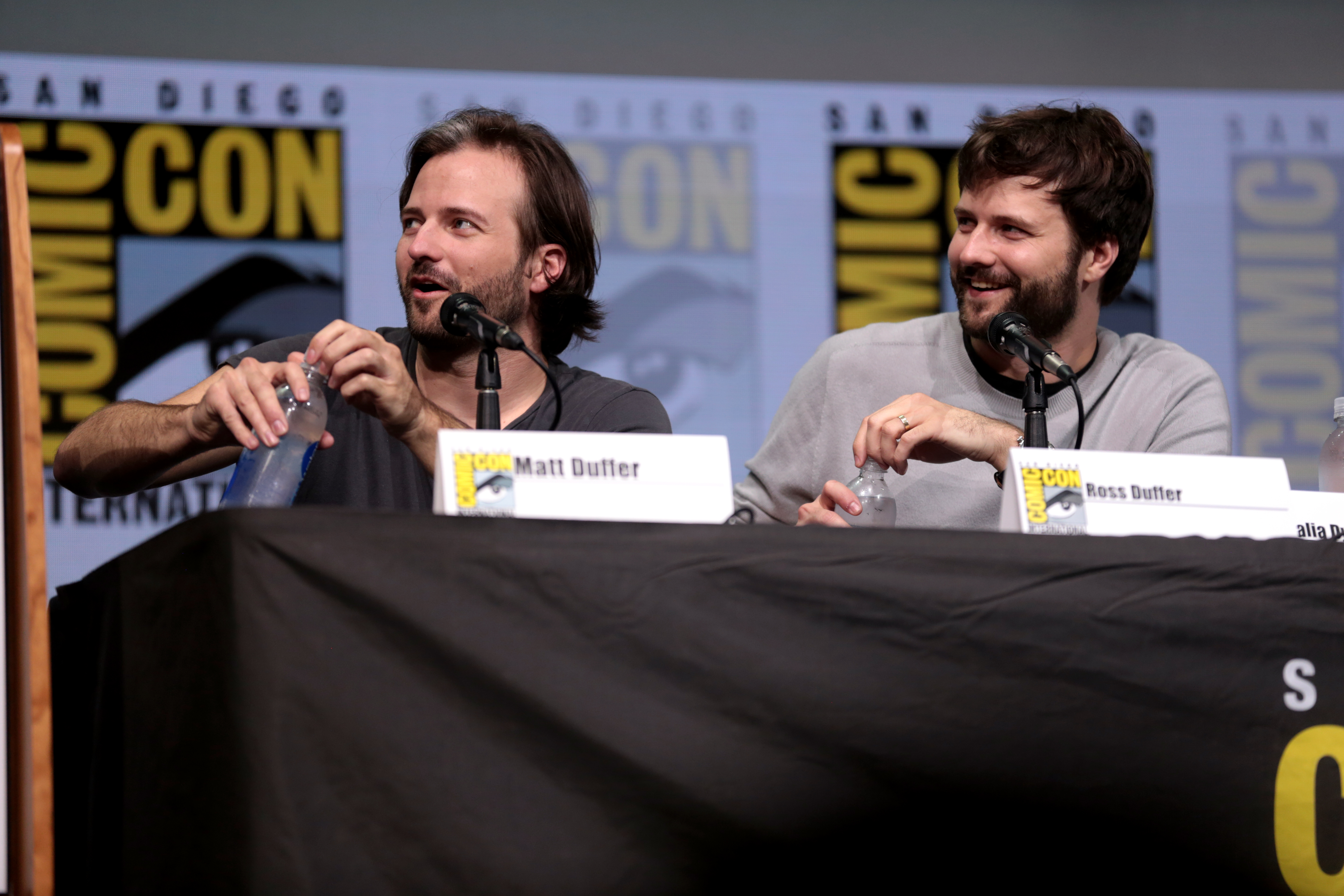
Matt e Ross Duffer al San Diego Comic-Con International 2017

Matt Duffer (Durham, 15 febbraio 1984) e 
Ross Duffer (Durham, 15 febbraio 1984), più comunemente noti come Duffer Brothers, sono due registi, sceneggiatori e produttori televisivi statunitensi.

## Biografia
I gemelli Matt e Ross Duffer sono nati nel 1984 a Durham, nella Carolina del Nord. Nel 2007 si sono laureati presso la Chapman University di Orange, in produzione cinematografica.
Hanno iniziato la loro carriera scrivendo e dirigendo i cortometraggi We All Fall Down (2005) e Eater (2007). Inoltre hanno sceneggiato i cortometraggi Road to Moloch (2009) e Vessel (2012).
Nel 2015 è uscito il film thriller Hidden - Senza via di scampo, primo lungometraggio da loro scritto e diretto. Nello stesso anno i Duffer hanno lavorato come sceneggiatori di quattro episodi della prima stagione della serie televisiva Wayward Pines, trasmessa da Fox.
In seguito hanno ideato, sceneggiato e diretto la serie televisiva Stranger Things, pubblicata da Netflix a partire dal 2016. La serie ha valso loro l'apprezzamento da parte di critica e pubblico.

### Upside Down Pictures
Nel 2022, i fratelli Duffer hanno fondato la loro casa di produzione, chiamata Upside Down Pictures, in riferimento alla dimensione parallela presente nella serie Stranger Things.

## Filmografia

### Registi

#### Cinema
- We All Fall Down (2005) – cortometraggio
- Eater (2007) – cortometraggio
- Hidden - Senza via di scampo (Hidden) (2015)

#### Televisione
- Stranger Things – serie TV, 34 episodi (2016-2022)

### Sceneggiatori

#### Cinema
- We All Fall Down, regia di Matt e Ross Duffer (2005) – cortometraggio
- Eater, regia di Matt e Ross Duffer (2007) – cortometraggio
- Abraham's Boys, regia di Dorothy Street (2009) – cortometraggio
- Road to Moloch, regia di Robert Glickert (2009) – cortometraggio
- Vessel, regia di Clark Baker (2012) – cortometraggio
- Hidden - Senza via di scampo (Hidden), regia di Matt e Ross Duffer (2015)

#### Televisione
- Wayward Pines – serie TV, 4 episodi (2015)
- Stranger Things – serie TV, 34 episodi (2016-2022)

### Produttori
- The Milkman, regia di Mark Nicholson (2008) – cortometraggio, produttori
- Saturday Night at Norm's, regia di Kellen Blair (2008) – cortometraggio, produttori
- Abraham's Boys, regia di Dorothy Street (2009) – cortometraggio, produttori
- Wayward Pines – serie TV (2015) - co-produttori esecutivi
- Stranger Things – serie TV, 42 episodi (2016-2025) - produttori esecutivi